# وسام بوسنینه
وسام بوسنینه (انگلیسی: Ouissem Bousnina؛ زادهٔ ۲۰ ژانویهٔ ۱۹۷۶) بازیکن هندبال اهل تونس بود.